# Ailuropoda melanoleuca
El panda, oso panda o panda gigante (Ailuropoda melanoleuca) es una especie de mamífero del orden de los carnívoros. El estudio de su ADN lo engloba entre los miembros de la familia de los osos (Ursidae), siendo el oso de anteojos su pariente más cercano, que pertenece a la subfamilia de los tremarctinos. Por otra parte, el panda rojo pertenece a una familia propia e independiente, Ailuridae. La especie está muy localizada. Nativo de China central, el panda gigante habita en regiones montañosas, principalmente las de Sichuan, hasta una altura de 3500 m s. n. m..
Para el 2017 se estimó que la población total superaba los dos mil ejemplares de los que 1864 viven en libertad, lo que demuestra que la cifra de pandas viviendo en libertad va en aumento. Desde 1961 el panda es el símbolo de WWF (Fondo Mundial para la Naturaleza).
El principal alimento del panda es el bambú (en torno al 99 % de su dieta), aunque también se alimenta de frutos, pequeños mamíferos, peces e insectos. Es un buen trepador, aunque rara vez se lo ve en los árboles. Se adapta a la cautividad y gracias a su pelaje soporta fácilmente las condiciones invernales de su hábitat.

## Anatomía

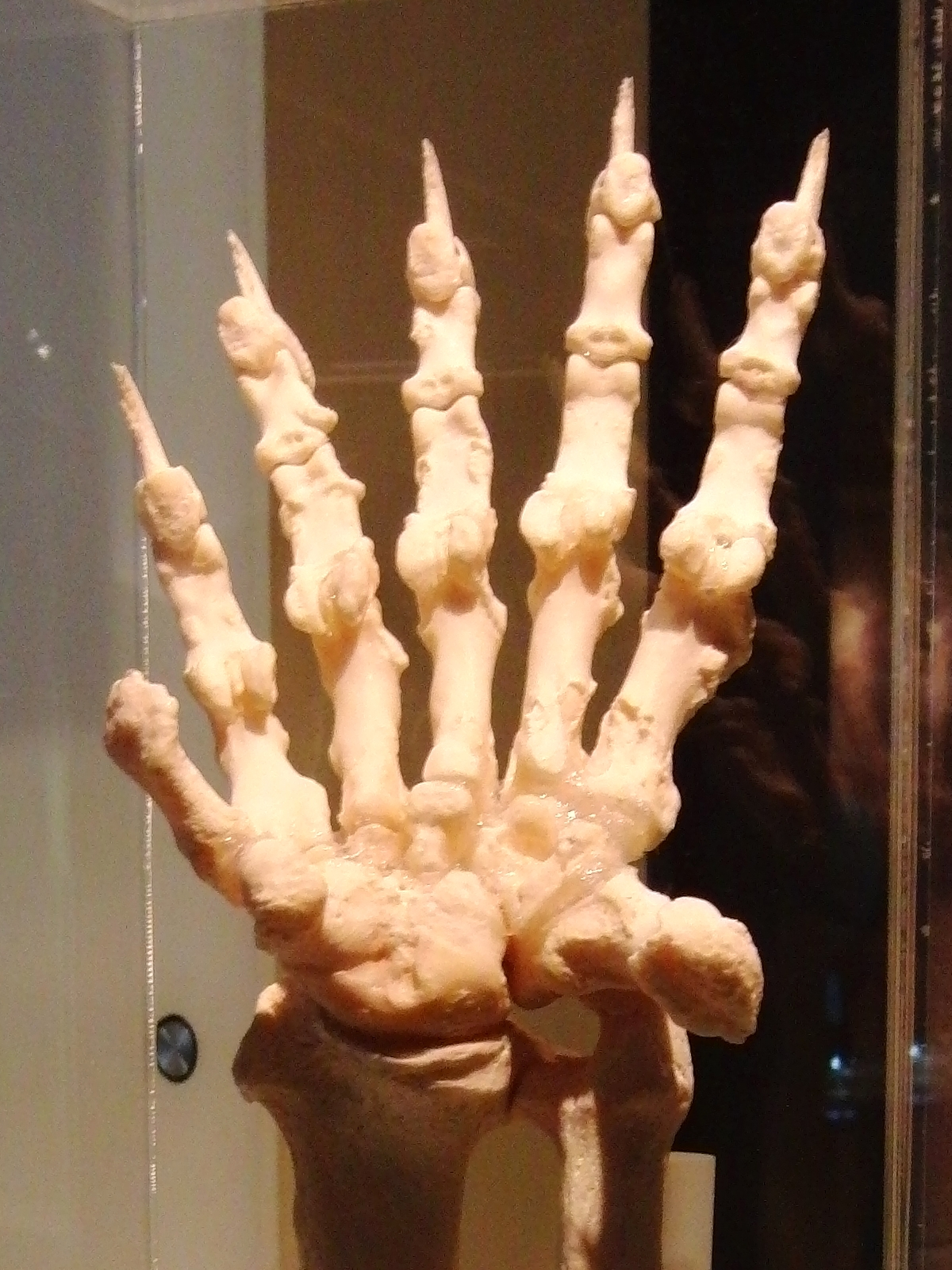
Extremidad anterior de un panda gigante en el Museo Nacional de Ciencia de Japón, Tokio, Japón. Nótese el «sexto dedo», formado por el hueso sesamoideo.

Exteriormente, el panda se asemeja a un oso de coloración contrastante. El panda de Sichuan presenta el reconocido pelaje negro y blanco, mientras la subespecie de Qingling tiene un pelaje de dos tonos contrastantes de marrón o negro dependiendo de la edad.
Las orejas, la nariz, el pelo alrededor de los ojos, los hombros y los miembros son oscuros. La cara, el vientre y el lomo son blancos. Las orejas son ovaladas y erectas. La pata del panda, con cinco dedos, presenta un «sexto dedo» a manera de un pulgar. Se trata de la modificación de un hueso sesamoideo de la muñeca. Stephen Jay Gould, escribió un ensayo sobre este caso, que publicó en la recopilación El pulgar del panda (1980). Sus patas delanteras son fuertes y aptas para escalar y más largas y musculosas que las traseras. Sus ojos son pequeños, y mientras que las pupilas de los demás osos son redondas, las del panda son como las de los gatos, lo que les da el nombre en chino de oso-gato.

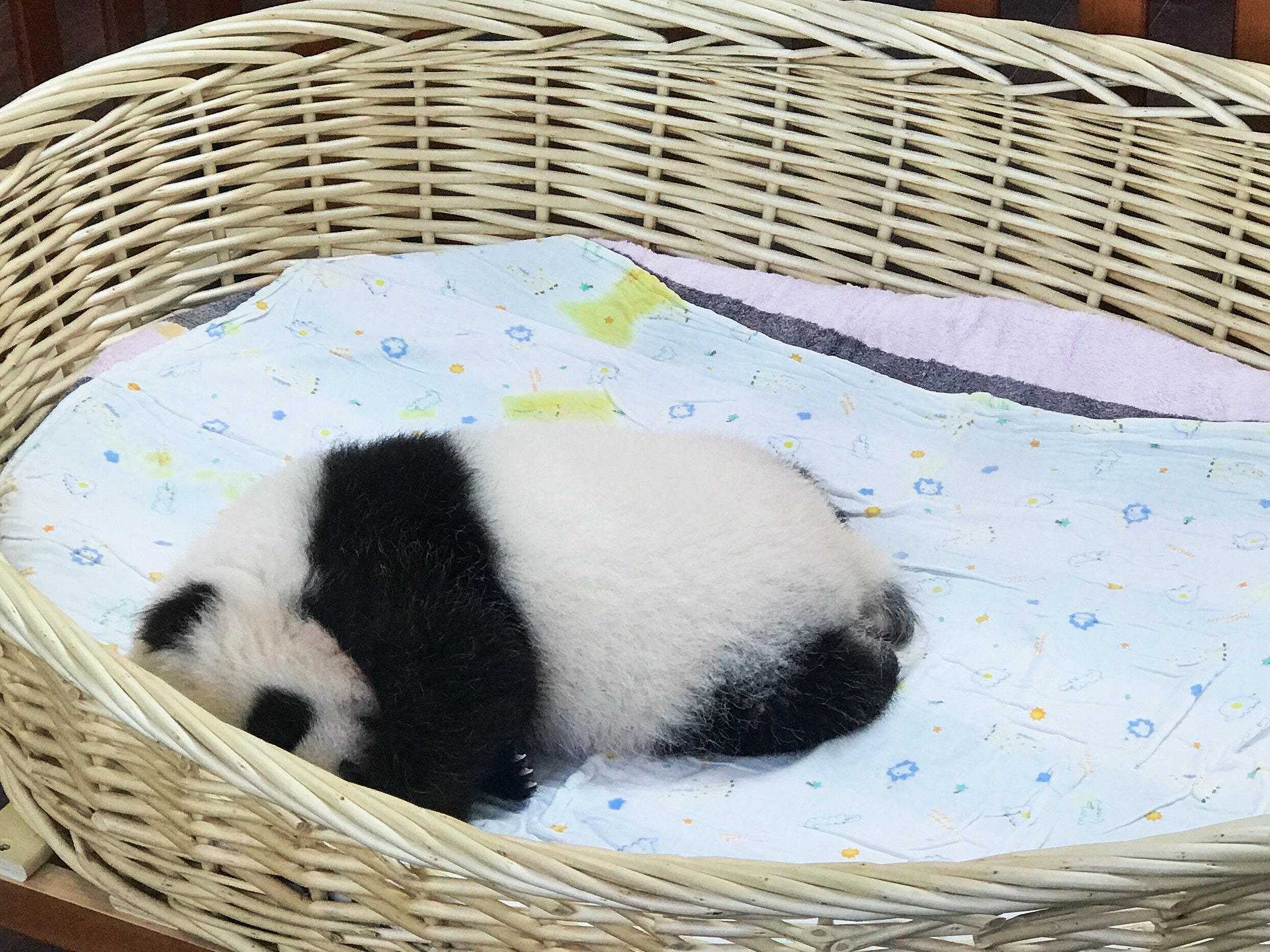
Un panda bebé.

Las crías pesan al nacer de 90 a 130 gramos, y apenas tienen pelo. Los adultos, pueden pesar entre 70 y 125 kg y medir hasta 1,90 m

## Distribución
El primer registro evolutivo del panda data de entre el final del Plioceno y el comienzo del Pleistoceno. Algunos restos fósiles fueron encontrados en Birmania, Vietnam y en la porción oriental de China, llegando hasta Pekín al norte. Hoy en día las poblaciones de pandas se encuentran solamente en el sudoeste de China.
El panda habita en las sierras de Minshan, Qinling, Qionglai, Liangshan, Daxiangling y Xiaoxiangling. Son montañas cubiertas por floresta húmeda de coníferas, hábitat ideal para la especie de bambú (la caña que constituye su principal alimento). Son considerados uno de los más ricos ecosistemas de clima templado del planeta. Las alturas en las que se ubican los territorios donde habitan los pandas van de los 1200 a los 3400 m s. n. m..

## Alimentación
Aunque pertenece al orden de los carnívoros, el panda es un animal mayormente herbívoro, alimentándose casi exclusivamente de cerca de treinta especies de caña de bambú (el 99 % de su dieta consiste en bambú). Se sabe que también utiliza insectos y huevos como fuente de proteínas. Es posible que su dieta incluya, además, roedores y crías de ciervo almizclero.
Como herencia de sus antepasados carnívoros, el sistema digestivo del panda no está plenamente adaptado para asimilar las moléculas de celulosa contenidas en el bambú, por lo que necesita consumir entre 12 y 38 kg de bambú por día, tarea que puede ocuparle hasta catorce horas. Sus fuertes dientes y mandíbulas están adaptados para triturar los troncos del bambú y llegar a su pulpa.
A pesar de que un gran consumo de bambú representa una alta ingesta de agua (el 40 % del peso del bambú corresponde a agua, cifra que llega a 90 % en los brotes), el panda bebe frecuentemente toma agua de riachuelos o nieve derretida. En cautiverio, su dieta consiste en bambú, caña de azúcar, papilla de arroz, galletas especiales con alto contenido de fibras, zanahoria, manzana y batata.
Un estudio de 2014, realizado en el Centro Shaanxi de China durante seis meses, demostró que los pandas tienen debilidad por el azúcar. Se les ofreció un recipiente con agua, y otro con agua y azúcares naturales; prefiriendo el recipiente con las soluciones azucaradas.

## Reproducción

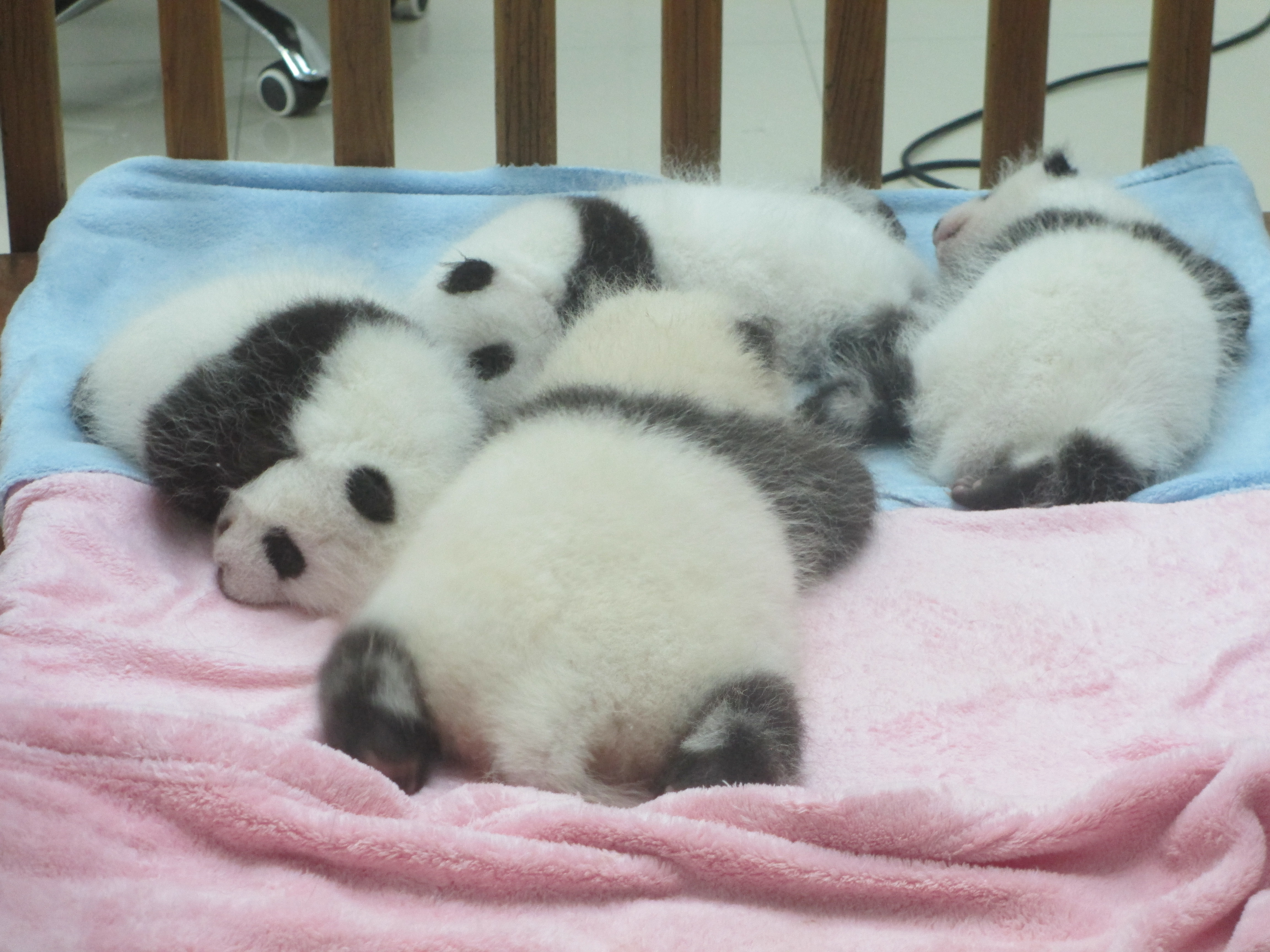
Unos bebés pandas en una cuna.

Su sentido del olfato es muy utilizado durante la época de reproducción. El período de gestación dura cinco meses y las hembras dan a luz de una a dos crías totalmente ciegas de apenas 140 g de peso. Nacen con un color rosado y conforme crecen van adquiriendo su particular coloración. La vida promedio de un panda es de doce a veinte años. Cada veinticinco años de vida de un oso panda representa cien años de vida humana. Los pandas alcanzan su madurez sexual entre los cuatro y los siete años de edad.
La época de reproducción tiene lugar durante la primavera (de mediados de marzo a mediados de mayo). Durante esta época, de dos a cinco machos pueden competir por una hembra fértil. Cuando un macho se destaca sobre el resto, obtiene el derecho a copular con la hembra. El tiempo de cópula es corto y va de los treinta segundos a los cinco minutos, pero el macho puede montar a la hembra varias veces para asegurar el éxito de la fecundación. Las cópulas suelen ser ruidosas, yendo acompañadas por gemidos y alaridos.
La gestación del embrión (que puede pesar entre 90 y 130 g, lo que representa 1/900 parte del peso de la madre) dura, en promedio, 135 días. Normalmente nacen una o dos crías; si se diera el segundo caso, la madre optará por continuar la crianza de solo una de ellas (la que note tiene mayores probabilidades de sobrevivir). La cría rechazada es abandonada y muere. Este comportamiento, observado en varias especies, se da cuando a la madre le resulta imposible cuidar de varias crías, por lo que elige a la más apta (todavía no se sabe cómo realiza la madre esta selección, pero está siendo estudiado por los científicos).
Al nacer la cría es ciega y su piel tiene una coloración rosada (producto de una reacción química entre la piel del recién nacido y la saliva de su madre), un mes después del nacimiento el panda adquirirá su tradicional pigmentación. La madre amamantará a su cría entre seis y catorce veces al día por un lapso de treinta minutos cada vez. Solamente por tres o cuatro horas abandonará a su cría para procurarse alimento, periodo de tiempo durante el que la cría queda indefensa. Aunque la cría de panda sea capaz de ingerir pequeñas cantidades de bambú desde los seis meses, el destete se produce al año de vida.
Por otra parte la cría comienza a andar (torpemente) a partir de los setenta y cinco días, y desde entonces la madre la estimulará jugando y luchando con ella. La cría vivirá con su madre (ya que el padre no participa en la crianza) hasta los 2 años de vida. El intervalo entre una camada de crías y la siguiente puede durar más de dos años.

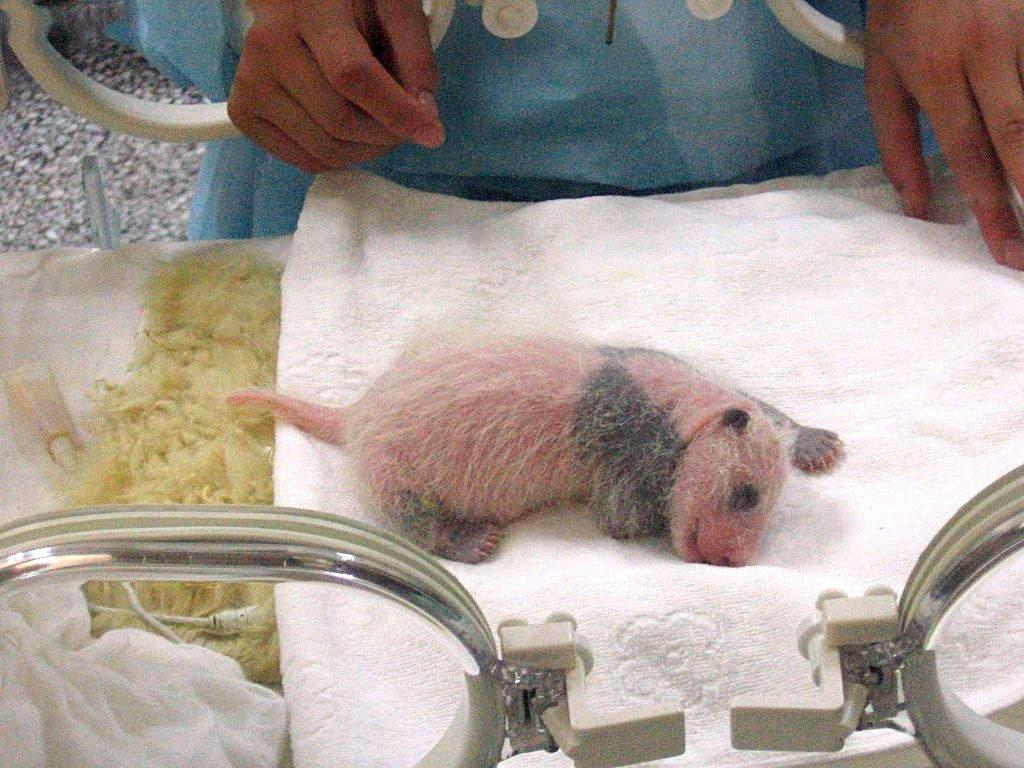
Cría de panda de aproximadamente una semana de edad en una incubadora del CIR Chengdu.

En cautiverio la cría de pandas se vuelve muy dificultosa: solamente el 10 % logra aparearse naturalmente y apenas el 30% de las hembras quedan preñadas. Además el 60 % de los pandas cautivos pierden totalmente su deseo sexual. Algunos científicos (sobre todo en China y Tailandia) intentan reducir este problema a partir de vídeos de pandas copulando. Los científicos no creen que los pandas aprendan comportamientos copulativos, sino que los sonidos asociados estimulan a los pandas que los escuchan.
La expectativa de vida de un panda es de unos 12 años. En 2005, Basi, una panda hembra china, cumplió veinticinco años de edad: ese mismo año el panda criado en cautiverio más viejo del mundo, una hembra llamada Meimei, murió a los 36 años de edad en el jardín zoológico de la ciudad de Guilin.

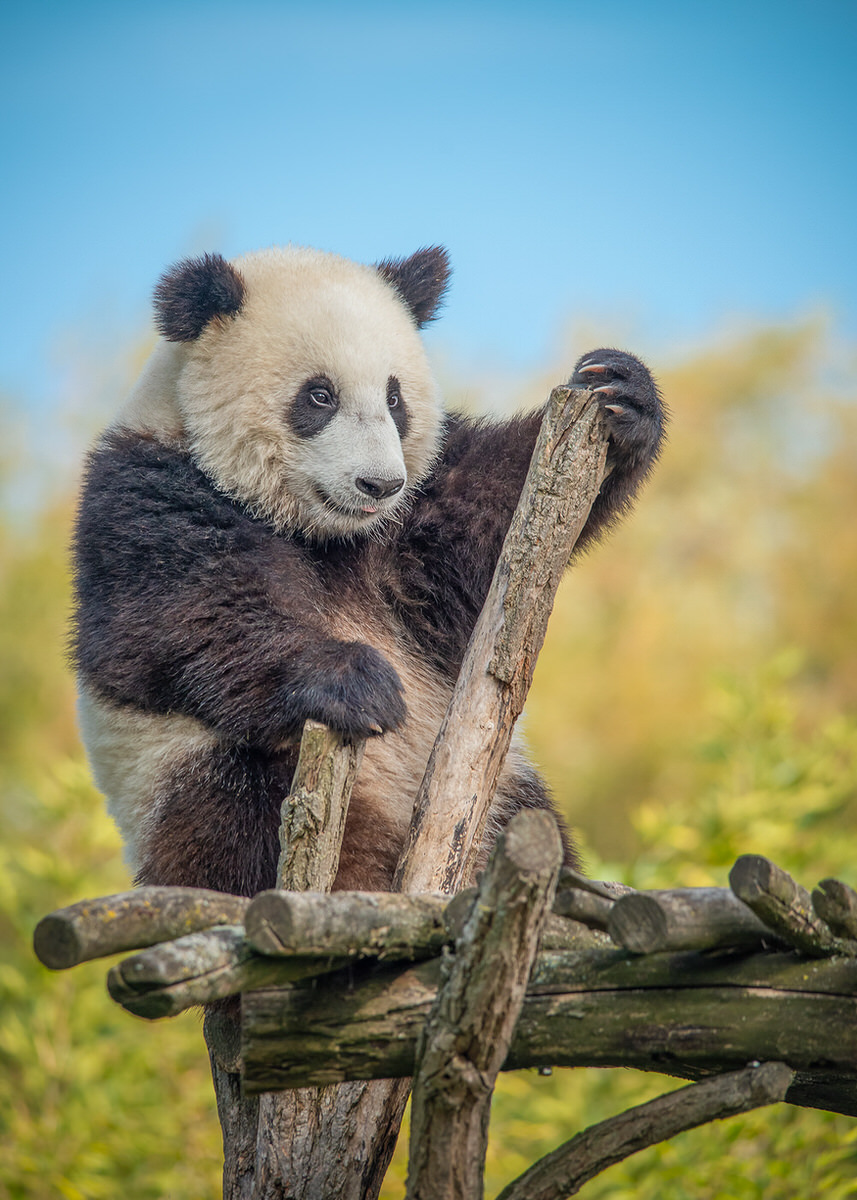
Los bebés pandas aprenden a escalar a temprana edad para comer bambú y huir de los depredadores.

## Hábitos
Los pandas son animales normalmente solitarios, aunque periódicamente se juntan entre ellos fuera de la temporada de reproducción, por amistad entre ellos. Su mayor actividad se desarrolla durante la salida y la puesta del sol pasando la mayor parte del tiempo restante durmiendo en bosques de bambú. Marcan su territorio con una combinación de olores que producen con su glándula anal, orina y marcas con las garras. De este modo, evitan conflicto al no utilizar áreas compartidas del territorio. Al ser un animal subtropical, el panda ha perdido el hábito de la hibernación.

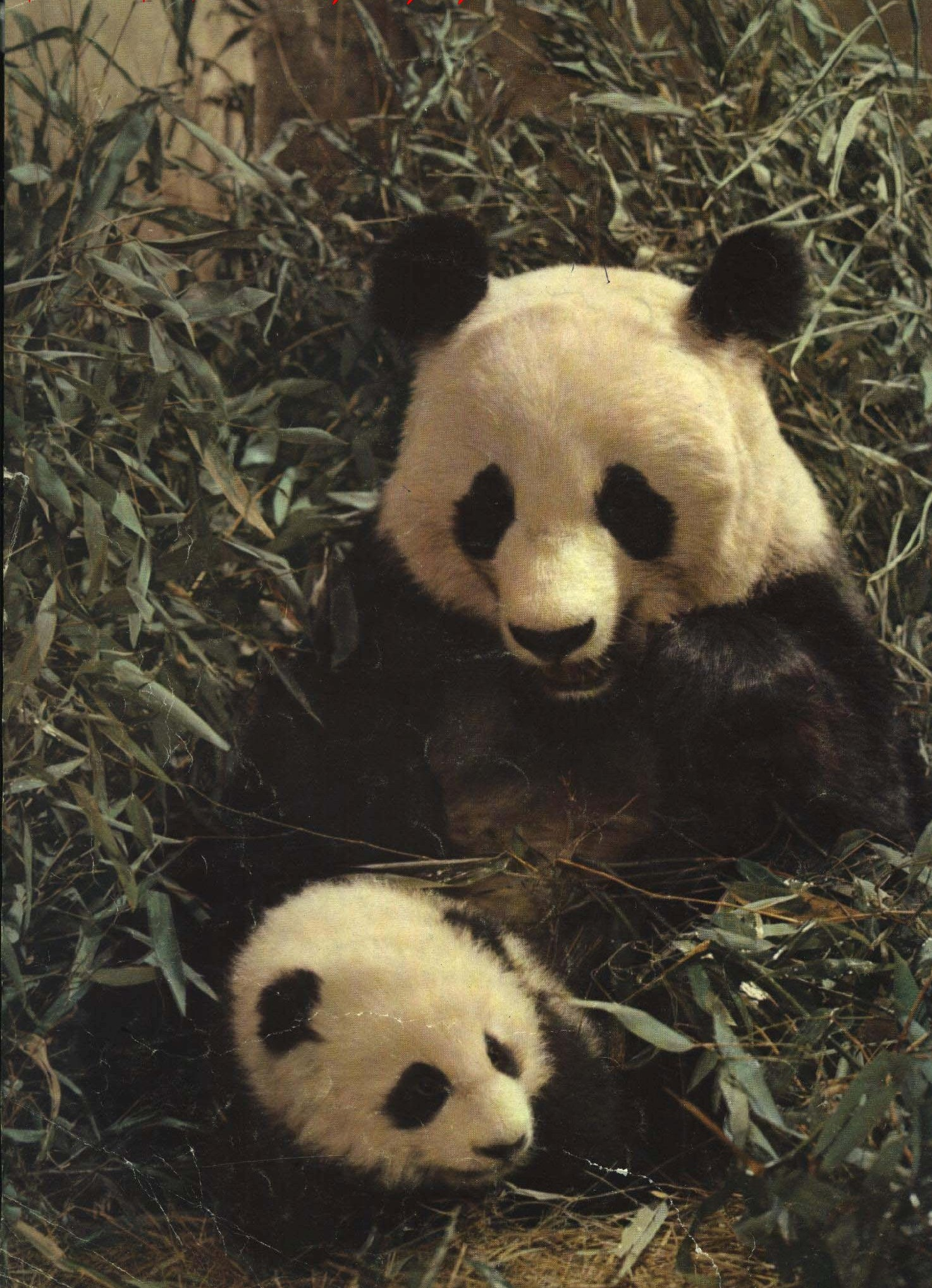
Las mamás pandas aman mucho a sus crías.

## Clasificación
Durante mucho tiempo, el panda gigante, junto al panda rojo, fue incluido en la familia de los prociónidos, la misma de los mapaches. Pruebas genéticas recientes lo colocan en la familia de los osos (Ursidae), siendo su pariente más cercano el oso de anteojos de América del Sur.
Existen dos subespecies de panda gigante:
- Ailuropoda melanoleuca melanoleuca - a la que pertenece la mayor parte de la población de pandas; se encuentra en las regiones montañosas de Sichuan.
- Ailuropoda melanoleuca qinlingensis - vive en las montañas Qinling en Shaanxi a 1300-3000 m s. n. m. Se distinguen de la variedad de Sichuan por tener una coloración distinta (marrón claro y oscuro) y una cabeza más pequeña con molares más largos.

El primer intento de clasificación, por Armand David, puso al panda bajo el género Ursus, llamándolo Ursus melanoleucus en 1869. En 1870, Alphonse Milne-Edwards rebautizó al animal con el nombre actual.
Según los análisis comparativos de ADN, los pandas se separaron evolutivamente del tronco principal de los osos hace alrededor de diecisiete millones de años. En aquella época el Ursavus, u oso del amanecer, habitaba en la Europa subtropical. Los fósiles encontrados prueban que el panda vivió en ambientes y regiones diferentes de las que habita en la actualidad. Otros registros fósiles hallados hablan de la existencia de una segunda especie (hoy extinta), Ailuropoda minor, que tenía la mitad del tamaño del panda moderno.
En 2002 fue publicado un trabajo que prueba, a través de estudios de su genoma, que el panda enfrentó una situación de cuello de botella hace cuarenta y tres mil años. El cuello de botella es un fenómeno en el que la población de una especie se ve diezmada, por lo que los ejemplares actuales descienden de un pequeño grupo de supervivientes.

## Estado de conservación
La baja natalidad, la alta mortalidad infantil y la destrucción de su ambiente natural lo colocan bajo la amenaza de la extinción. La ley china es muy rígida en cuanto a su caza, lo que ha disminuido esta problemática. En 1995, un terrateniente fue sentenciado a prisión perpetua por haberle disparado a un panda. Al año siguiente, dos hombres fueron condenados a la pena capital tras haber sido capturados teniendo en su poder pieles de panda y mono dorado. A partir de 1997 la pena para los infractores pasó a ser de veinte años de prisión.
Las trampas para ciervos almizcleros y osos negros muchas veces acaban hiriendo a los pandas.
El número de pandas salvajes en China está estimado en mil seiscientos. En 2000 se contaban mil ciento catorce ejemplares, esparcidos por territorios que tienen una superficie total de 23 000 km² en las provincias de Sichuan, Gansu y Shaanxi. Estudios en 2006, basados en exámenes de ADN extraído de excrementos de panda, indican que podría haber tres mil animales en libertad. Existen doscientos treinta y nueve pandas gigantes en cautiverio en China. Más de un centenar de ellos están en un centro especializado en Sichuan. Otros veinte especímenes están distribuidos por los principales zoológicos del mundo.
Las principales causas de peligro para el oso panda son la dificultad para reproducirse cuando están en cautividad, en parte debido a su extrema timidez, y la destrucción de su hábitat natural, al talar miles de hectáreas de los bosques de bambú.
Otra causa importante de su desaparición son los cazadores furtivos, que existen a pesar de los castigos impuestos por el gobierno chino en caso de cazar ilegalmente un oso panda.

### Evolución temporal del estado de conservación
- 1965 - «Muy raro pero se considera que el número de individuos será estable o aumentará» (Scott, 1966)
- 1986 - Raro (IUCN Conservation Monitoring Centre 1986)
- 1988 - Raro (IUCN Conservation Monitoring Centre 1988)
- 1990 - Amenazado (IUCN 1990)
- 1994 - Amenazado (Groombridge 1994)
- 1996 - Amenazado (IUCN Bear Specialist Group 1996)
- 2016 - Vulnerable (Unión Internacional para la Conservación de la Naturaleza - UICN).

### Baby boom
El 2005 fue considerado un gran año para los proyectos de cría en cautiverio de la especie, ya que veinticinco crías nacidas en zoológicos y centros de reproducción sobrevivieron. En 2004 sobrevivieron apenas nueve crías.

## Historia
El panda se conoció en Occidente en 1869 gracias al naturalista y misionero padre paulista francés Armand David. Fue descrito científicamente en 1870 por el director del Museo de Ciencias Naturales de París, Henri Milne-Edwards. En 1936, Ruth Harkness llevó a los Estados Unidos un cachorro de panda, lo que dio pie a la afición occidental por el animal. Entre 1936 y 1946, catorce pandas fueron sacados de China por extranjeros. En 1946, esta actividad quedó prohibida. A partir de 1957 China comenzó a regalar pandas como muestra de buena voluntad. Esto cesó por las leyes chinas de 1990, según las cuales todo animal, incluyendo sus células reproductivas, era propiedad de China.
Los incontables objetos de jade, cerámica, lacados, esculturas y espejos de bronce documentados de la época de la dinastía Han (206 a. C. 22 d C.) prueban la importancia que el panda gigante tenía en la sociedad china de aquella época. Tanto es así que incluso se han encontrado esqueletos de estos animales en las tumbas reales, como es el caso del encontrado en el mausoleo del emperador Wen (180-157). Para aquellos antiguos chinos, estos animales, a los que se consideraba sagrados, acompañaban el alma de los gobernantes en el más allá. 

## Nombre
El nombre del panda en chino significa gran oso gato (en chino tradicional, 大熊貓; en chino simplificado, 大熊猫; pinyin, dàxióngmāo), aunque también se le denomina oso fajado (huaxiong). Este nombre se debe a que, a diferencia de las demás especies de oso, el panda posee pupilas verticales que recuerdan a la de los gatos. En la misma línea, se le conoce como oso gato (byi-la dom) en tibetano.
La palabra panda (como se le llama en Occidente) es de origen incierto, aunque se cree que proviene de una lengua del Himalaya, posiblemente el nepalí. Este nombre fue heredado del panda rojo, Ailurus fulgens, con el que se le emparentó durante mucho tiempo por tener zarpas similares.
Su nombre científico tiene la siguiente etimología:
Ailuropoda proviene del griego αἴλουρος ‘gato’ + -ποδος ‘pie’.
melanoleuca deriva del griego μέλανος ‘negro’ + λευκός ‘blanco’, por la coloración del pelaje.

## En la cultura popular

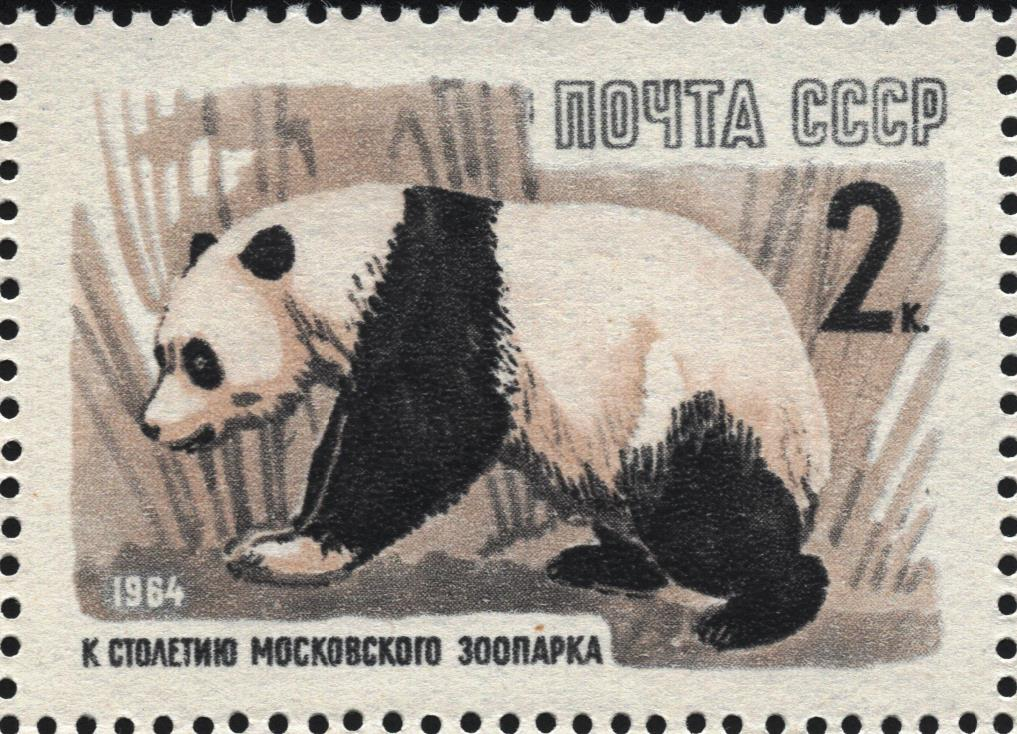
Sello postal soviético de dos kopeks que muestra la imagen de un panda del Zoo de Moscú en 1964.

Es una especie con gran atractivo para la gente y que se ha usado como reclamo para diferentes causas conservacionistas, como el Fondo Mundial para la Naturaleza (WWF) que adoptó al panda como símbolo. Los pandas en cautividad en algunos zoos se han convertido en fuertes reclamos para ellos, y en ocasiones en iconos populares (Tohuí Panda, Chu-Lin).
En China es el animal nacional. La ley china prevé duras penas a los que cazan osos panda.
Aparece en numerosos videojuegos, libros infantiles, dibujos animados, películas y cómics. Su nombre se ha asociado a diferentes productos, coches o galletas por ejemplo.

### El panda y los creacionistas
El sexto "pulgar" del panda avivó, a través del libro Of Pandas and People, las creencias de los religiosos defensores del neocreacionismo, que creen que un "diseño inteligente" rige la evolución de las especies, en contra del evolucionismo que es la norma científica. Los neocreacionistas plantean que Dios, llamado (según esta teoría) agente inteligente, está detrás del proceso evolutivo. La comunidad científica afirma que este planteamiento constituye una pseudociencia.

## Pandas en zoológicos

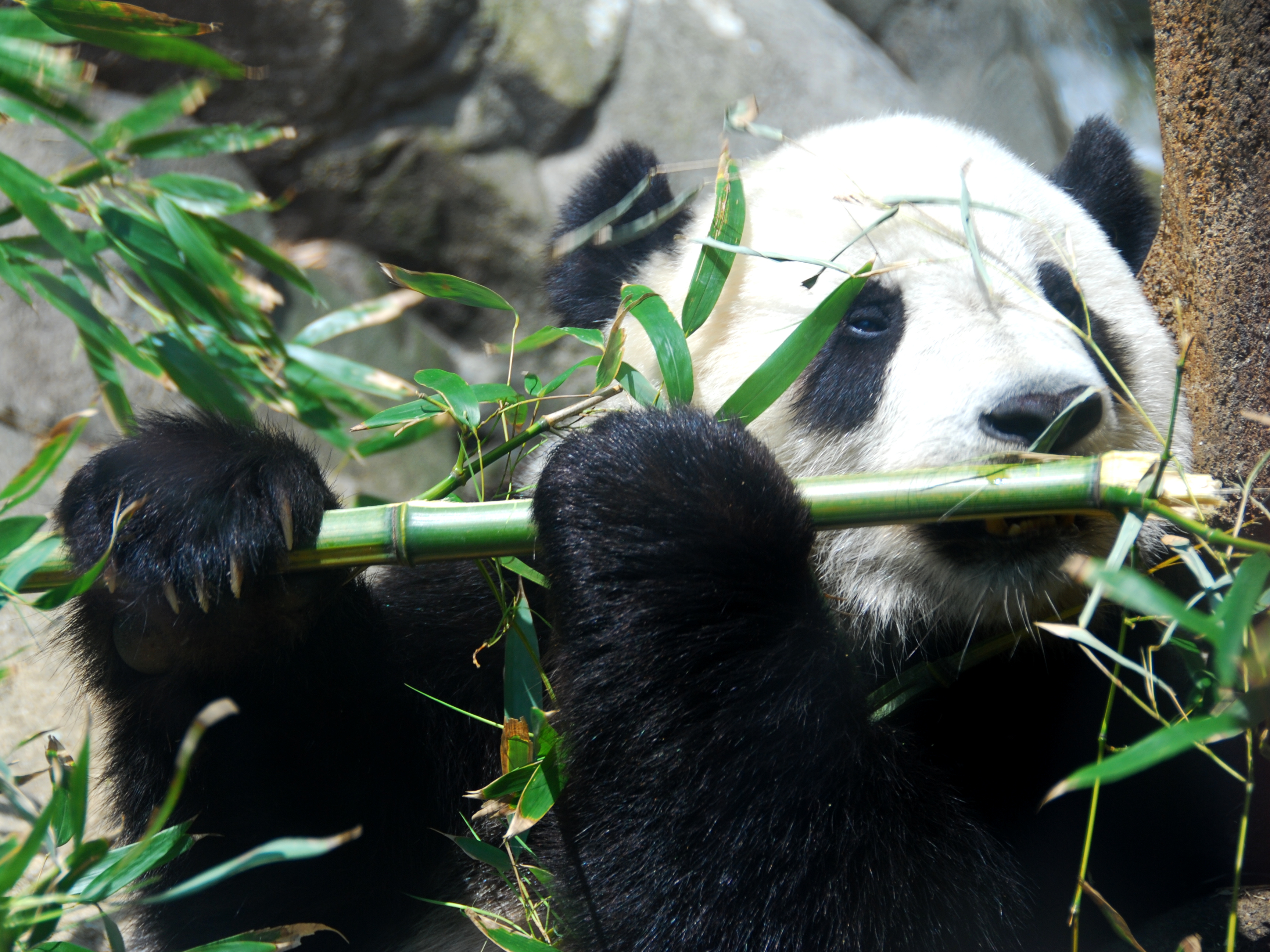
Tai Shan, en el Zoológico Nacional de Washington, D. C., junio de 2007.

Actualmente muchos zoológicos del planeta cuentan con pandas entre sus integrantes, aun cuando sea el animal más caro de mantener.
En 2006, un artículo del New York Times sobre los aspectos económicos del cuidado de pandas en zoológicos explicaba que el costo de mantener un panda es cinco veces mayor que el del elefante, el segundo mayor en cuanto a costo. Los zoológicos norteamericanos deben pagar al gobierno chino la suma de dos millones de dólares anuales en concepto de derechos y honorarios. En general la duración de este contrato es de diez años.

### América

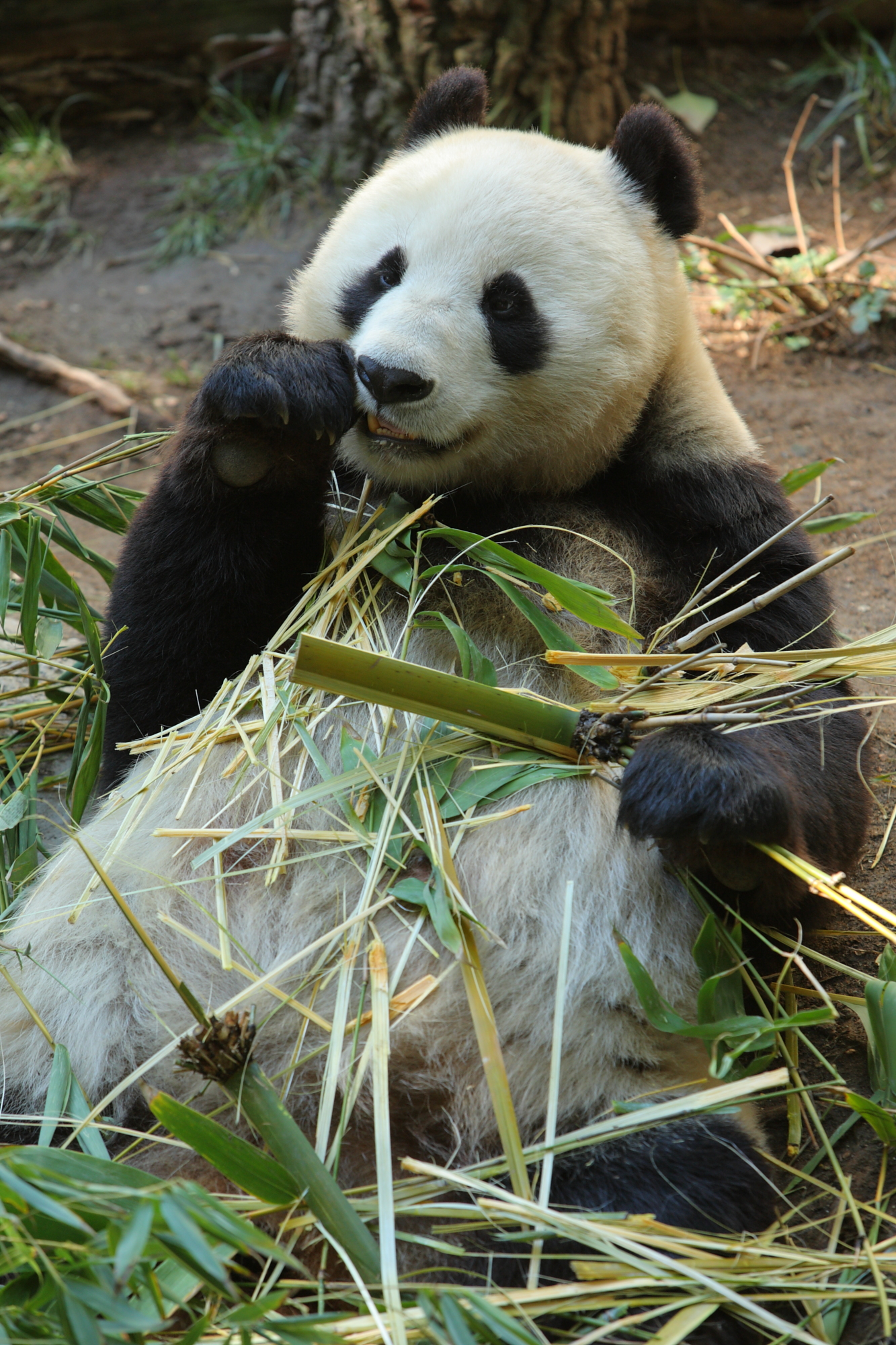
Bai Yun, en el Zoológico de San Diego, que tuvo cinco cachorros.

Para el 2005 los cuatro zoológicos más importantes de EE. UU. y el zoológico de la Ciudad de México tenían pandas, a saber (listados en orden de adquisición):
- San Diego Zoo, San Diego, California - hogar de Bai Yun (H), Gao Gao (M), Mei Sheng (M), y una cría llamada Su Lin (H).
- National Zoo, Washington D. C. - hogar de Mei Xiang (H), Tian Tian (M), y una cría llamada Tai Shan (M).
- Zoo Atlanta, Atlanta, Georgia - hogar de Lun Lun (H) y Yang Yang (M).
- Memphis Zoo, Memphis, Tennessee - hogar de Ya Ya (H) y Le Le (M).
- Zoológico de Chapultepec, Ciudad de México - hogar de Xiu Hua quien murió el 27 de abril de 2013, Shuan Shuan y Xin Xin, todas hembras nacidas en ese zoológico.
- El Zoo de Toronto y el Zoo de Calgary, en Canadá.

El 9 de julio de 2005, Tai Shan, una cría macho, nació en el National Zoo de Washington. Sus padres (a través de inseminación artificial) son Mei Xiang (H) y Tian Tian (M).
Esta especie se reprodujo naturalmente por primera vez fuera de China en el Zoológico de Chapultepec de Ciudad de México. La pareja reproductora engendró ocho crías en un total de seis partos, de las que sobreviven dos ejemplares. Superaron la expectativa de vida de su especie que es en promedio de veinte años, de modo que son las más longevas del mundo.

### Australia
- Zoológico de Adelaida, casa de Wang Wang (M) y Funi (H). Llegaron el 28 de noviembre de 2009.

### Asia
En China se encuentra en:
- Zoológico de Pekín
- Zoológico de Shanghái
- Bifengxia Panda Base
- Research Base of Giant Panda Breeding de Chengdú, Chengdú, Sichuan
- China Conservation and Research Center, en la Wolong National Nature Reserve, Sichuan
- Parque de atracciones Chime-Long Paradise, en Cantón
- Ocean Park, Hong Kong
- Macau Giant Panda Pavilion
- Parque Zoológico en Chongqing

En Japón los pandas tienen nombres dobles: el japonés y el chino. Tres zoológicos en Japón cuentan con pandas:
- Zoológico de Ueno, Tokio - hogar de Ling Ling (M), el único panda con "ciudadanía japonesa". Falleció el 30 de abril de 2008.
- Zoológico de Oji, Kōbe, Hyogo - hogar de Kou Kou (M) y Tan Tan (H)
- Mundo Aventura, Shirahama, Wakayama - Ei Mei (M), Mei Mei (H), Rau Hin (H), Ryu Hin y Syu Hin (dos machos gemelos), y Kou Hin (M). Yu Hin (M) fue enviado a China en 2004.

En Tailandia se encuentran en:
- Zoológico de Chiang Mai ubicado en el norte de Tailandia es hogar de Chuang Chuang (M) y Lin Hui (H). Para placer del público, ambos han podido ser recientemente observados copulando y se espera que haya habido fertilización producto de esa copulación.

En Taiwán están en:
- Zoológico de Taipéi, Taiwán

En Singapur:
- River Safari, un nuevo parque bajo Wildlife Reserves de Singapur.

En Malasia:
- Zoológico de Negara, Kuala Lumpur, Malasia

### Europa
Zoos en Europa:

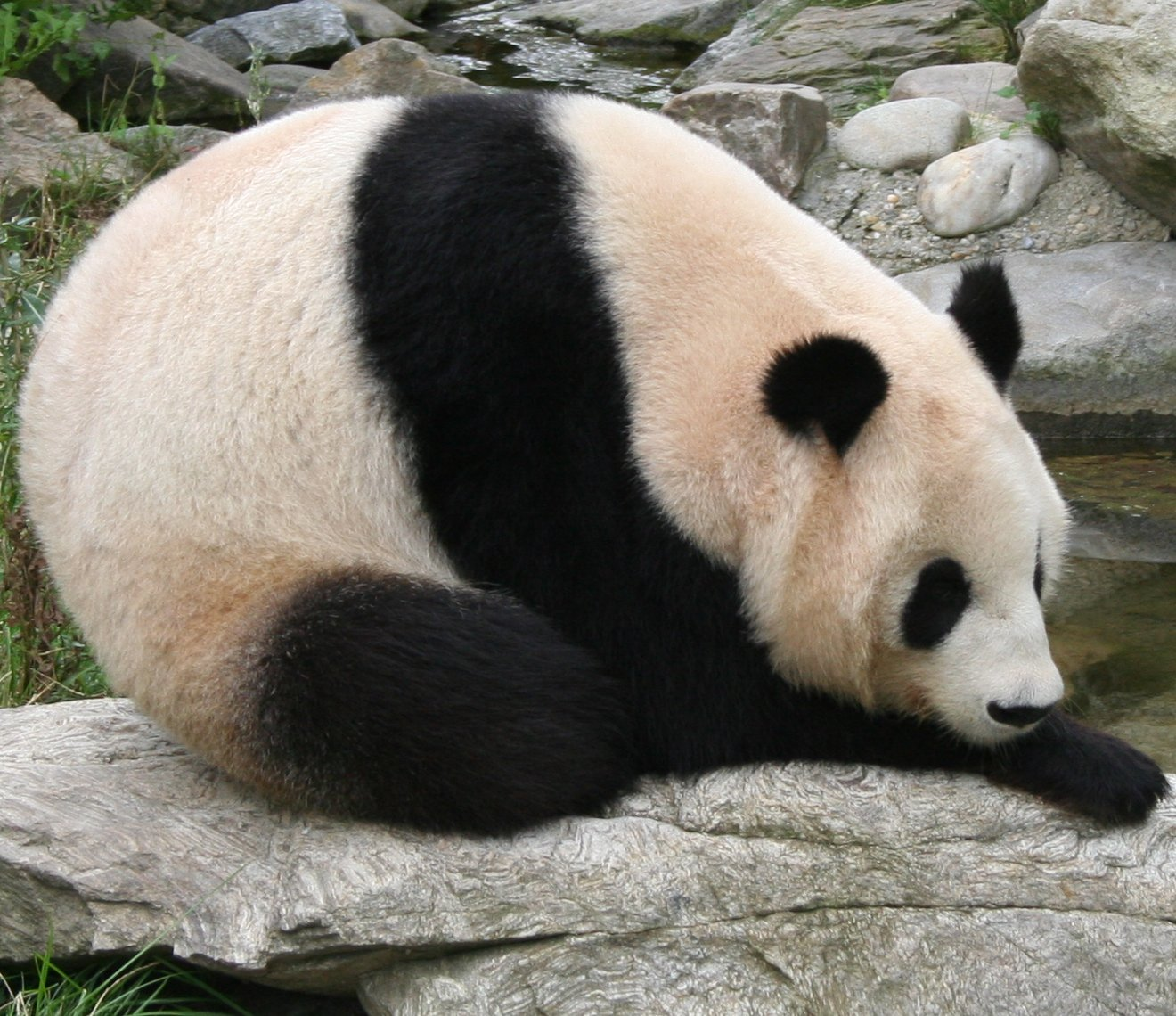
Panda gigante en el zoo de Viena, Tiergarten Schönbrunn

- Zoologischer Garten Berlin, Berlín, Alemania - hogar de Bao Bao desde 1980 a 2011, fue el panda cautivo más viejo del mundo; vivió por 32 años en Berlín y jamás se reprodujo.
- Tiergarten Schönbrunn, Viena, Austria - En 2003, el zoológico de Schönbrunn se convirtió en el hogar de una pareja de pandas, Hui Long (macho) y Yang Yang (hembra). El 23 de agosto de 2010, nace Fu Hu el segundo cachorro que la pareja ha logrado procrear en forma natural estando en cautiverio.

- Zoo-Aquarium, Madrid, España - El 27 de junio de 2007 el gobierno chino obsequió una pareja de pandas a los Reyes de España con motivo de su visita a China. El panda macho, Bing Xing, tenía seis años y la hembra, Hua Zui Ba, cuatro.[19] Hui Zui fue inseminada con el semen de Bing Xing y dio a luz a los gemelos PO y De De (machos), en septiembre del 2010.[20]

En este zoológico, en los años 80 las autoridades chinas obsequiaron a los reyes una pareja de pandas, el macho Chang-Chang (Fuerza) y la hembra Shao-Shao (Continuidad) que tras inseminación artificial de Chia-Chia, del Zoo de Londres, logró parir dos crías, sobreviviendo un macho, Chu-Lin (Tesoro entre los bambúes). Este murió joven sin descendencia, pero se conservan muestras de su semen.
- Zoológico de Edimburgo, Edimburgo, Reino Unido - A partir del 4 de diciembre de 2011, se convirtió en el hogar de una pareja de pandas, Yang Guang (macho) y Tian Tian (hembra), ambos de 8 años.[22]
- ZooParc de Beauval, Saint-Aignan, Francia - En 2012, se espera la llegada a Francia de una pareja de pandas de nombre Huanhuan (macho) y Yuanzi (hembra), ambos de tres años. Luego de que el pasado 3 de diciembre de 2011 en China, se firmara un acuerdo histórico como parte de un Proyecto de Conservación e Investigación entre ambas naciones. El acuerdo es el resultado de las negociaciones al más alto nivel después que el presidente chino Hu Jintao, dierá su consentimiento a su homólogo francés Nicolas Sarkozy el pasado 30 de noviembre de 2011, convirtiéndose así en un símbolo de amistad entre ambas naciones.
- Pairi Daiza, Brugelette, Bélgica casa de Hao Hao (F) y Xing Hui (M) desde febrero de 2014